# Argyrogrammana placibilis
Argyrogrammana placibilis är en fjärilsart som beskrevs av Hans Ferdinand Emil Julius Stichel 1910. Argyrogrammana placibilis ingår i släktet Argyrogrammana och familjen Riodinidae. Inga underarter finns listade i Catalogue of Life.